# Cristian Garín
Cristian Ignacio Garín Medone, né le 30 mai 1996 à Santiago (Chili), est un joueur de tennis chilien, professionnel sur le Circuit ATP depuis 2013.
Il a notamment remporté le Tournoi de Roland-Garros junior 2013.

## Biographie

### Carrière junior
Cristian Garín s'illustre en février 2013, lorsqu'il bat le joueur serbe Dušan Lajović, alors 166e mondial, en deux sets, au premier tour du tournoi ATP de Viña del Mar. Il devient ainsi, à 16 ans, l'un des plus jeunes joueurs à avoir passé un tour dans un tournoi ATP, au même titre que Rafael Nadal, Richard Gasquet, Ryan Harrison et Bernard Tomic. Il s'incline au second tour, en trois sets, face à Jérémy Chardy. Le 8 juin 2013, Cristian Garín remporte le tournoi de Roland-Garros junior en battant en finale l'Allemand Alexander Zverev en deux sets (6-4, 6-1).

### Carrière professionnelle
En 2016, il remporte son premier titre Challenger en simple à Lima. En 2018, il remporte trois titres Challenger à Campinas, Saint-Domingue et Lima.
Le 3 mars 2019, Cristian Garín atteint sa première finale ATP au Tournoi du Brésil à São Paulo, où il s'incline en deux sets face à l'Argentin Guido Pella (7-5, 6-3). En avril, il remporte son premier titre ATP à l'US Clay Court Championship en battant en finale Casper Ruud. Il remporte un second titre ATP trois semaines plus tard à l'Open de Munich en battant en finale Matteo Berrettini.
Il remporte son troisième titre lors du Córdoba Open le 9 février 2020.
Le 14 mars 2021, Cristian Garín remporte à domicile son cinquième titre sur le circuit ATP lors du tournoi du Chili, battant difficilement en finale l'Argentin Facundo Bagnis en trois sets (6-4, 6-7, 7-5). Il est éliminé pour son premier huitième de finale au tournoi de Wimbledon face à Novak Djokovic (2-6, 4-6, 2-6).
En 2022, il est le premier Chilien à atteindre les quarts de finale en Grand Chelem à Wimbledon où il s'incline face à Nick Kyrgios (6-4, 6-3, 77-65).

## Palmarès

### Titres en simple
| No | Date       | Nom et lieu du tournoi                                        | Catégorie | Dotation    | Surface      | Finaliste         | Score          |          |
| -- | ---------- | ------------------------------------------------------------- | --------- | ----------- | ------------ | ----------------- | -------------- | -------- |
| 1  | 08-04-2019 | Fayez Sarofim & Co. US Men's Clay Court Championship, Houston | ATP 250   | 583 585 $   | Terre (ext.) | Casper Ruud       | 7-64, 4-6, 6-3 | Parcours |
| 2  | 29-04-2019 | BMW Open by FWU, Munich                                       | ATP 250   | 524 340 €   | Terre (ext.) | Matteo Berrettini | 6-1, 3-6, 7-61 | Parcours |
| 3  | 03-02-2020 | Córdoba Open, Córdoba                                         | ATP 250   | 546 355 $   | Terre (ext.) | Diego Schwartzman | 2-6, 6-4, 6-0  | Parcours |
| 4  | 17-02-2020 | Rio Open presented by Claro, Rio de Janeiro                   | ATP 500   | 1 759 905 $ | Terre (ext.) | Gianluca Mager    | 7-63, 7-5      | Parcours |
| 5  | 08-03-2021 | Chile Dove Men+Care Open, Santiago                            | ATP 250   | 500 345 $   | Terre (ext.) | Facundo Bagnis    | 6-4, 63-7, 7-5 | Parcours |

### Finale en simple
| No | Date       | Nom et lieu du tournoi | Catégorie | Dotation  | Surface      | Vainqueur   | Score    |          |
| -- | ---------- | ---------------------- | --------- | --------- | ------------ | ----------- | -------- | -------- |
| 1  | 25-02-2019 | Brasil Open, São Paulo | ATP 250   | 550 145 $ | Terre (int.) | Guido Pella | 7-5, 6-3 | Parcours |

## Parcours dans les tournois duGrand Chelem

### En simple
| Année | Open d'Australie | Open d'Australie      | Internationaux de France | Internationaux de France | Wimbledon       | Wimbledon          | US Open        | US Open           |
| ----- | ---------------- | --------------------- | ------------------------ | ------------------------ | --------------- | ------------------ | -------------- | ----------------- |
| 2017  | —                | —                     | Q1                       | Simone Bolelli           | 1er tour (1/64) | Jack Sock          | Q2             | Radu Albot        |
| 2018  | —                | —                     | Q1                       | Rogério Dutra Silva      | 1er tour (1/64) | Adrian Mannarino   | Q1             | Evan King         |
| 2019  | 1er tour (1/64)  | David Goffin          | 2e tour (1/32)           | Stanislas Wawrinka       | 1er tour (1/64) | Andrey Rublev      | 2e tour (1/32) | Alex de Minaur    |
| 2020  | 2e tour (1/32)   | Milos Raonic          | 3e tour (1/16)           | Karen Khachanov          | Annulé          | Annulé             | 2e tour (1/32) | Mikhail Kukushkin |
| 2021  | —                | —                     | 1/8 de finale            | Daniil Medvedev          | 1/8 de finale   | Novak Djokovic     | 2e tour (1/32) | Henri Laaksonen   |
| 2022  | 3e tour (1/16)   | Gaël Monfils          | 3e tour (1/16)           | Andrey Rublev            | 1/4 de finale   | Nick Kyrgios       | 2e tour (1/32) | Alex de Minaur    |
| 2023  | 1er tour (1/64)  | Sebastian Korda       | —                        | —                        | —               | —                  | Q1             | Titouan Droguet   |
| 2024  | 1er tour (1/64)  | Christopher O'Connell | Q1                       | Ugo Blanchet             | 1er tour (1/64) | Shang Juncheng     | Q1             | Coleman Wong      |
| 2025  | 2e tour (1/32)   | Taylor Fritz          | Q2                       | Ugo Blanchet             | 2e tour (1/32)  | Arthur Rinderknech |                |                   |

N.B. : à droite du résultat se trouve le nom de l'ultime adversaire.

### En double messieurs
| Année | Open d'Australie | Open d'Australie | Internationaux de France                                                                | Internationaux de France                                                           | Wimbledon                                                                              | Wimbledon | US Open | US Open |
| ----- | ---------------- | ---------------- | --------------------------------------------------------------------------------------- | ---------------------------------------------------------------------------------- | -------------------------------------------------------------------------------------- | --------- | ------- | ------- |
| 2019  | —                | —                | 1er tour (1/32) J. I. Londero \|\| style="text-align:left;" \| J.-J. Rojer Horia Tecău  | 1er tour (1/32) Nicolás Jarry \|\| style="text-align:left;" \| P. Carreño F. López | 1er tour (1/32) Nicolás Jarry \|\| style="text-align:left;" \| Mate Pavić Bruno Soares |           |         |         |
| 2020  | —                | —                | 1er tour (1/32) Pedro Martínez \|\| style="text-align:left;" \| J.-J. Rojer Horia Tecău | Annulé                                                                             | Annulé                                                                                 | —         | —       |         |

N.B. : le nom du partenaire se trouve sous le résultat ; les noms des ultimes adversaires se trouvent à droite.

## Parcours dans lesMasters 1000
| Année | Indian Wells                | Miami                | Monte-Carlo                | Madrid                      | Rome                    | Canada                    | Cincinnati            | Shanghai              | Paris                     |
| ----- | --------------------------- | -------------------- | -------------------------- | --------------------------- | ----------------------- | ------------------------- | --------------------- | --------------------- | ------------------------- |
| 2019  | —                           | —                    | —                          | —                           | —                       | 1/8 de finale D. Medvedev | 1er tour A. Mannarino | 2e tour M. Berrettini | 1/4 de finale G. Dimitrov |
| 2020  | n.o.                        | n.o.                 | n.o.                       | n.o.                        | 1er tour B. Ćorić       | n.o.                      | 1er tour A. Bedene    | n.o.                  | —                         |
| 2021  | 3e tour A. de Minaur        | 2e tour M. Čilić     | 1/8 de finale S. Tsitsipás | 1/4 de finale M. Berrettini | 2e tour R. Bautista     | 2e tour J. Isner          | 1er tour T. Paul      | n.o.                  | —                         |
| 2022  | —                           | 2e tour P. Martínez  | —                          | 2e tour F. Auger            | 1/4 de finale A. Zverev | —                         | —                     | n.o.                  | —                         |
| 2023  | 1/8 de finale A. Davidovich | 3e tour S. Tsitsipás | —                          | 3e tour T. Fritz            | 3e tour L. Djere        | 1er tour M. Kecmanović    | —                     | 2e tour D. Medvedev   | —                         |

N.B. : sous le résultat se trouve le nom de l’ultime adversaire.

## Victoires sur le top 10
Toutes ses victoires sur des joueurs classés dans le top 10 de l'ATP lors de la rencontre.
| Légende      |
| ------------ |
| Grand Chelem |
| Masters 1000 |
| ATP 500      |
| ATP 250      |

| # | C.G.   | Tournoi      | Année | Surface      | Adversaire       | Rang | Tour | Score          |
| - | ------ | ------------ | ----- | ------------ | ---------------- | ---- | ---- | -------------- |
| 1 | no 47  | Munich       | 2019  | Terre battue | Alexander Zverev | no 3 | 1/4  | 6-4, 5-7, 7-5  |
| 2 | no 25  | Madrid       | 2021  | Terre battue | Daniil Medvedev  | no 3 | 1/8  | 6-4, 62-7, 6-1 |
| 3 | no 97  | Indian Wells | 2023  | Dur          | Casper Ruud      | no 4 | 1/16 | 6-4, 7-62      |
| 4 | no 106 | Munich       | 2024  | Terre battue | Alexander Zverev | no 5 | 1/4  | 6-4, 6-4       |

## Classements ATP en fin de saison
| Année          | 2012 | 2013 | 2014 | 2015 | 2016 | 2017 | 2018 | 2019 | 2020 | 2021 | 2022 | 2023 | 2024 |
| Rang en simple | 916  | 383  | 293  | 276  | 212  | 305  | 85   | 33   | 22   | 17   | 85   | 82   | 152  |
| Rang en double | 1209 | 533  | 395  | 483  | 438  | 522  | 921  | 344  | 286  | 234  | –    | –    | –    |

Source : (en) Classements de Cristian Garín sur le site officiel de la Fédération internationale de tennis